# Parasol (ゲームブランド)
Parasolはアダルトゲームブランドである。2010年に発売したまじからっと☆れいでぃあんとでデビューした。

## 概要
シナリオライターの田中タクヤと原画家であるちこたむはCanvas2でコンビを組んでおり、そのときからの知り合いだった。
Parasolのプロデューサーである瑞原奈緒は、田中タクヤとちこたむと「ユーザーに近い目線で作品作りがしたい」とブランド設立以前に話をしていた。瑞原奈緒が2008年の春にフリーになったのをきっかけに新ブランド設立に至った。
デビュー以来、シナリオは田中タクヤ、原画はちこたむが一貫して手がけている。
2018年からキャラクターグッズブランド「Umbrella」も公開している。

## 作品一覧
- 2010年2月26日 まじからっと☆れいでぃあんと[4]
- 2011年5月27日 でりばらっ! -deliverance of strays-[5]
- 2012年5月25日 恋妹SWEET☆DAYS[6]
- 2013年5月31日 ゆめこい 〜夢見る魔法少女と恋の呪文〜[7]
- 2014年8月29日 晴のちきっと菜の花びより[8]
- 2015年12月25日 QUINTUPLE☆SPLASH
- 2017年1月27日 彼女と俺の恋愛日常
- 2017年9月29日 桜ひとひら恋もよう
- 2019年5月31日 恋嵐スピリッチュ

## 主なスタッフ
プロデューサー
- 瑞原奈緒

シナリオ
- 田中タクヤ
- 村主すぐり

原画
- ちこたむ